# Simplon
Simplon (tidigare namn: Simpeln, walsertyska: Simpilu, italienska: Sempione) är en ort och kommun i distriktet Brig i kantonen Valais i Schweiz. Kommunen har 281 invånare (2023).
Såväl kommunen som orten kallas ofta Simplon Dorf för att undvika förväxling med Simplonpasset som ligger i norra delen av kommunen.